# 4-HO-MET
4-HO-MET (4-Hidroxi-N,N-metiletiltriptamina; também conhecida como metocina) é uma triptamina psicodélica pouco conhecida. É um análogo estrutural e funcional da psilocina (4-HO-DMT), assim como o análogo 4-hidroxil da metiletiltriptamina (MET). 4-HO-MET foi sintetizada pela primeira vez por Alexander Shulgin.

## Efeitos
Usuários relatam efeitos semelhantes aos da psilocina (pró-droga da psilocibina), incluindo midríase, alterações visuais de olhos abertos e fechados, euforia, melhora na sensibilidade tátil e apreciação da música, dilatação do tempo e mudanças nos processos cognitivos. Os efeitos duram entre 4 e 6 horas.

## Dosagem
Doses habituais variam de 8 mg a 30 mg. No entanto, como no uso de outros psicodélicos, os efeitos dependem de outras variáveis além da dose, havendo relatos de experiências muito intensas com doses de 17 mg, e de experiências leves com doses de 30 mg.
| Metocina | Via oral    |
| -------- | ----------- |
| Limiar   | 2 mg-8 mg   |
| Leve     | 5 mg-10 mg  |
| Comum    | 8 mg-15 mg  |
| Forte    | 15 mg-30 mg |
| Pesada   | 45 mg+      |